# Eupelmus gueneei
Eupelmus gueneei är en stekelart som beskrevs av Giraud 1870. Eupelmus gueneei ingår i släktet Eupelmus och familjen hoppglanssteklar. Inga underarter finns listade i Catalogue of Life.